# Aloys Jousten
Aloys Jousten (Sankt Vith, 2 de novembro de 1937 - Colônia, 20 de setembro de 2021) foi um bispo belga.
Aloys Jousten vem de Eibertingen, na Bélgica Oriental de língua alemã. Depois de terminar o ensino médio em Sankt Vith, Jousten estudou em Sint-Truiden e no seminário de Liège. Foi ordenado sacerdote em 8 de julho de 1962. Ele recebeu seu PhD pela Universidade Católica de Louvain em 1966.
Jousten tornou-se professor no Seminário de Liège em 1964. Em 1975 tornou-se diretor da escola secundária para meninas no Heidberg Institute em Eupen e de 1970 a 1985 foi capelão em Amel. Em 1985 tornou-se decano de Sankt Vith e vigário episcopal da área de língua alemã da diocese de Liège. Em 1990 tornou-se reitor e pastor em St. Nikolaus em Eupen.
Em 9 de maio de 2001, o Papa João Paulo II nomeou Jousten Bispo de Liège. Ele recebeu a consagração episcopal em 3 de junho do mesmo ano do Cardeal Godfried Danneels, Arcebispo de Mechelen-Bruxelas. Os co-consagradores foram o núncio apostólico na Bélgica, Pier Luigi Celata, os ex-bispos de Liège, Guillaume-Marie van Zuylen e Albert Houssiau, e o bispo de Hasselt, Paul Schruers.
Em 2 de novembro de 2012, o bispo Jousten ofereceu ao Papa sua renúncia, que o Papa Francisco aceitou em 31 de maio de 2013. 
Depois de participar do evento final do Congresso Eucarístico Mundial em Budapeste com o Papa Francisco em 12 de setembro de 2021, ele morreu inesperadamente oito dias depois durante um encontro de ex-colegas em Colônia. Em 27 de setembro de 2021, as cerimônias fúnebres do Bispo Jousten aconteceram na Catedral de São Paulo em Liège, e o enterro ocorreu na cripta da catedral.